# Гута-банк
АО «Гута-банк» — небольшой по размеру активов московский банк, ориентированный преимущественно на обслуживание группы «Гута».

## История
Первоначально банк с таким названием был создан в 1991 году. Ввиду финансовых трудностей 16 июля 2004 года Гута-банк был продан «Внешторгбанку» (ныне — «ВТБ») за символический 1 млн руб. и впоследствии преобразован в банк «ВТБ 24».
Статья в журнале Forbes, посвящённая деятельности Михаила Кузовлёва (председатель правления банка с 2004 по 2005), так описывает этот период:

Летом 2004 года банк не рухнул только потому, что ВТБ купил «Гуту» за символический миллион рублей. Кузовлев стал председателем правления Гута-банка и начал переговоры с Петровым и Гущиным о возврате долгов принадлежащих им фирм. «Работа в «Гуте» стала естественным продолжением работы с проблемными долгами в ВТБ. Дыра в банке составляла гигантские для того времени более $100 млн», — рассказывает Кузовлев. Бывшие собственники Гута-банка отчаянно торговались, но все деньги вернули. После этого Кузовлев уступил свой пост бывшему министру финансов Михаилу Задорнову, а Гута-банк переименовали в ВТБ24.
При этом права на название «Гута-банк» остались у прежнего собственника. С марта 2008 года группа «Гута» возродила бренд «Гута-банк», путём переименования принадлежащего группе банка «Тверь».

## Собственники
Структура собственников банка сильно размыта: банк принадлежит целому ряду компаний, в том числе зарегистрированным за пределами РФ, с использованием схем кругового владения. Конечными бенефициарами являются лица, стоявшие у истоков создания первого ОАО «Гута-банка»: основатель и главный владелец группы Юрий Гущин, Алексей Петров, Юрий Хлебников, Артем Кузнецов, Алексей Харин, Сергей Носенко и акционеры-миноритарии.

## Рейтинговые оценки
Рейтинговое агентство «Эксперт РА» в 2012 году присвоило ОАО «Гута-Банк» рейтинговую оценку A со стабильным прогнозом, в 2013 рейтинг был изменён на A (II), в 2014 - на A (III). На этом уровне рейтинг подтверждался в 2015 и 2016 годах, затем в 2016 понижен до B++ и в 2017 году отозван. Возобновлён в 2019 году для АО «Гута-Банк» на уровне ruB+, подтверждался на этом уровне в 2020-2024 годах, в 2025 повышен до ruBB-.